# فريدريك نيومان
فريدريك نيومان (2 فبراير 1892 - 1966) (بالإنجليزية: Frederick Newman)‏ هو لاعب كريكت بريطاني (وحمل سابقاً جنسية المملكة المتحدة لبريطانيا العظمى وأيرلندا).